# Abraham Robinson McIlvaine
Pour les articles homonymes, voir McIlvaine.
Abraham Robinson McIlvaine (14 octobre 1804, Ridley Township - 22 août 1863), est un homme politique américain.

## Biographie
Il est membre de la Chambre des représentants des États-Unis de 1843 à 1849, député à la Chambre des représentants de Pennsylvanie.

## Sources
- (en) Cet article est partiellement ou en totalité issu de l’article de Wikipédia en anglais intitulé « Abraham Robinson McIlvaine » (voir la liste des auteurs).